# Jimmy Bralower
Jimmy Bralower (eigentlich James Robert Bralower) ist ein US-amerikanischer Schlagzeuger, Arrangeur und Musikproduzent.
Bereits im Alter von 14 Jahren bekam Bralower mit seiner Band The Young Ones einen Vertrag bei Columbia Records und arbeitete in deren Studios mit dem Produzenten John Simon zusammen. Erste Aufmerksamkeit erhielt er als Mitglied des Teams des Hip-Hop-Pioniers Kurtis Blow. In Titeln wie "The Breaks" (1980) und "Basketball" setzte er bereits frühzeitig Drumcomputer ein.
Als Studiomusiker unter Tony Bongiovi in den New Yorker Power Station Studios wurde er von Nile Rodgers entdeckt. Innerhalb von vier Jahren produzierte er mit diesem Aufnahmen unter anderem von Madonna ("Like A Virgin"), Duran Duran ("The Reflex", "Wild Boys"), Chic, Mick Jagger, Peter Gabriel und Jeff Beck. Sein Ruf als Arrangeur führte zur Zusammenarbeit mit Cyndi Lauper ("True Colors"), Hall & Oates ("Say It Isn’t So", "Out Of Touch"), Steve Winwood ("Higher Love"), Carly Simon, Billy Joel, James Taylor, Eric Clapton ("Tears in Heaven"), Brian Wilson ("Love & Mercy") und anderen.
Mitte der 1990er Jahre verlegte sich Bralower zunehmend auf das Abmischen und Remixen von Aufnahmen (darunter Titel von Jimmy Cliff ("I Can See Clearly Now"), Diana King ("Stir It Up"), Cyndi Lauper ("Girls Just Want To Have Fun") und Nicky Holland ("I Just Don’t Know What To Do With Myself")). Als Co-Autor war er an Céline Dions Titel "Misled" beteiligt. Mit Andy Goldmark produzierte er Jennifer Paiges Debütsingle "Crush".
Nach der Mitarbeit an Britney Spears’ Debütalbum produzierte er für Atlantic Records den Titel des norwegischen Pop-Duos M2M "Don’t Say You Love Me" und ihr Debütalbum. 2000 wurde er Produzent bei Atlantic Records. Insgesamt umfasst Bralowers Diskographie mehr als 300 Titel und er war an mehr als 70 Platten beteiligt, die mit Gold oder Platin ausgezeichnet wurden.

## Weblink
- Jimmy Bralowers Homepage